# All Out (2021)
All Out 2021 fue la tercera edición del All Out, un evento de lucha libre profesional producido por la empresa estadounidense All Elite Wrestling. Tuvo lugar el 5 de septiembre de 2021 desde el Now Arena en Hoffman Estates, Illinois. Este fue el primer evento de AEW celebrado fuera del Daily's Place en Jacksonville, Florida, desde el inicio de la pandemia de COVID-19 en marzo de 2020.
Se disputaron diez partidos en el evento, incluido uno en el pre-show Buy In. En el evento principal, Kenny Omega derrotó a Christian Cage para retener el Campeonato Mundial de AEW. En otros combates destacados, CM Punk derrotó a Darby Allin (que también fue el combate debut de Punk en AEW y el primer combate de lucha libre profesional de Punk en siete años); Chris Jericho derrotó a MJF en una lucha que amenazó su carrera; Lucha Brothers (Penta El Zero Miedo y Rey Fénix) derrotaron a The Young Bucks (Matt Jackson y Nick Jackson) en Steel Cage Match de acero para ganar el Campeonato Mundial de Parejas de AEW; Dr. Britt Baker D.M.D. derrotó a Kris Statlander para retener el Campeonato Mundial Femenino AEW; y Miro derrotó a Eddie Kingston para retener el Campeonato AEW TNT en la pelea de apertura.
El evento se destacó los debuts de los luchadores Minoru Suzuki, Adam Cole, Ruby Soho (que ganaría el Casino Battle Royale) y Bryan Danielson (los dos últimos anteriormente conocidos como Ruby Riott y Daniel Bryan en la WWE).

## Producción
All Out es un pago por evento (PPV) que se celebra anualmente alrededor del Día del Trabajo por All Elite Wrestling (AEW). Es uno de los eventos PPV principales de AEW, que incluye Double or Nothing, Full Gear y Revolution, sus cuatro programas más importantes producidos trimestralmente.
El evento de 2021 fue el tercer evento en la cronología de All Out y se llevó a cabo el 5 de septiembre en Hoffman Estates, Illinois. Fue el primer pago por evento de AEW celebrado fuera del Daily's Place en Jacksonville, Florida desde el inicio de la pandemia de COVID-19 en marzo de 2020, luego de que AEW reanudara las giras en vivo a mediados de julio de 2021.

## Antecedentes
En Revolution, Christian Cage, anteriormente conocido por su tiempo en WWE e Impact Wrestling (en ese momento conocido como Total Nonstop Action Wrestling), hizo su debut en AEW, firmando un contrato de tiempo completo con AEW. En el siguiente episodio de Dynamite, Christian dijo que después de siete años de estar retirado, vino a AEW para trabajar más que todos y ganar campeonatos. Esa misma noche, Christian se encontró cara a cara con el Campeón Mundial de AEW Kenny Omega. Durante los siguientes meses, Christian acumuló victorias, permaneciendo invicto todas sus luchas hasta que alcanzó el puesto número uno para ganar una oportunidad por el Campeonato Mundial de AEW contra Omega. Posteriormente, la lucha fue programada para All Out. Sin embargo, antes del evento, Omega perdió el Campeonato Mundial de Impact contra Christian en el episodio debut de Rampage el 13 de agosto.
A partir de julio de 2021, comenzaron a circular rumores de que el exluchador de la WWE CM Punk, que se había retirado de la lucha libre profesional desde 2014, había firmado con AEW. En Fight for the Fallen el 28 de julio, Darby Allin anunció que quería enfrentarse a los «mejores del mundo», un apodo que Punk había usado durante su tiempo en la WWE. En Rampage: The First Dance el 20 de agosto, Punk hizo su debut para AEW y desafió a Allin a un combate en All Out.
En el episodio del 31 de marzo de 2021 de Dynamite, Kris Statlander regresaría de una lesión de ocho meses, y posteriormente seguiría una racha ganadora, convirtiéndose eventualmente en la competidora número uno en la división femenina; Debido a esto, AEW anunció el 25 de agosto que Statlander desafiaría a Dr. Britt Baker D.M.D. por el Campeonato Mundial Femenino de AEW.
El 7 de noviembre de 2020 en Full Gear, MJF derrotó a Chris Jericho por el derecho a unirse al stable de Jericho, The Inner Circle (que consta de Jericho, Sammy Guevara, Jake Hager, Santana & Ortiz). Sin embargo, el 10 de mrzo de 2021 en Dynamite, MJF traicionó a The Inner Circle y reveló que había estado construyendo en secreto su propio grupo, llamado The Pinnacle (formado por Shawn Spears, Wardlow, FTR (Cash Wheeler & Dax Harwood), y gerente Tully Blanchard). Los dos grupos continuarían peleando durante los meses siguientes, con Jericho persiguiendo una lucha contra MJF. El 7 de junio en Road Rager, MJF declaró que si Jericho quería un combate contra él, se vería obligado a enfrentarse a cuatro luchadores de la elección de MJF, en una serie de combates denominados las «Labores de Jericho». Jericho derrotaría a cada uno de los oponentes elegidos por MJF y se enfrentó a MJF en la labor final el 18 de agosto en Dynamite, pero fue derrotado. En el siguiente episodio de Dynamite, Jericho desafió a MJF a otro combate para All Out, estipulando que si perdía, se retiraría de la competencia en el ring, lo que MJF aceptó.

### Combate cancelado
El 11 de agosto en Dynamite, se programó un combate entre Andrade El Ídolo y PAC para All Out. Sin embargo, el 1 de septiembre, se anunció que el combate ya no se llevaría a cabo en el evento debido a que PAC tenía problemas de viaje y, en cambio, se pospondría hasta un episodio futuro de Rampage.

## Resultados
Entre paréntesis, se indica el tiempo de cada combate.
- The Buy In: Best Friends (Chuck Taylor, Orange Cassidy & Wheeler Yuta) y Jurassic Express (Jungle Boy & Luchasaurus) (con Marko Stunt) derrotaron a The Hardy Family Office (Matt Hardy, Private Party (Isiah Kassidy & Marq Quen) y The Hybrid 2 (Angélico & Jack Evans)) (con The Blade) (9:25).[18]
  - Jungle Boy forzó a Angelico a rendirse con un «STF».
  - Después de la lucha, The Hardy Family Office atacó a Cassidy, pero fueron detenidos por The Dark Order, Jurassic Express y Varsity Blonds (Brian Pillman Jr. & Griff Garrison).
- Miro derrotó a Eddie Kingston y retuvo el Campeonato TNT de AEW (13:25).[18]
  - Miro cubrió a Kingston después de un «Thrust Kick».
- Jon Moxley derrotó a Satoshi Kojima (12:10).[18]
  - Moxley cubrió a Kojima después de un «Paradigm Shift».
  - Después de la lucha, Minoru Suzuki confrontó y atacó a Moxley.
- Dr. Britt Baker D.M.D. (con Rebel & Jamie Hayter) derrotó a Kris Statlander (con Orange Cassidy) y retuvo el Campeonato Mundial Femenino de AEW (11:25).[18]
  - Baker dejó inconsciente a Statlander con un «Lockjaw».
- Lucha Bros (Penta El Zero M & Rey Fenix) (con Alex Abrahantes) derrotaron a The Young Bucks (Matt Jackson & Nick Jackson) (con Brandon Cutler) en un Steel Cage Match y ganaron el Campeonato Mundial en Parejas de AEW (22:05).[18]
  - Penta cubrió a Nick después de un «Factor Miedo».
  - El Campeonato Mundial en Parejas de AAA de Lucha Bros no estuvo en juego.
  - Esta lucha fue calificada con 5.75 estrellas por el periodista Dave Meltzer, siendo el octavo combate de AEW en recibir esta calificación.
- Ruby Soho ganó el 21-Women Casino Battle Royale y una oportunidad por el Campeonato Mundial Femenino de AEW (22:00).[18]
  - Soho eliminó finalmente a Thunder Rosa, ganando la lucha.
  - Originalmente Julia Hart iba a participar de la lucha, pero fue reemplazada por Blue después de ser atacada por Cargill y Rose en Dark.
- Chris Jericho derrotó a MJF (21:15).[18]
  - Jericho forzó a MJF a rendirse con un «Liontamer».
  - Originalmente, MJF venció a Jericho después de un «Judas Effect», pero la árbitro reinició la lucha debido a que el pie de Jericho estuvo sobre la cuerda durante la cuenta.
  - Si Jericho perdía, debía retirarse de la lucha libre profesional.
  - Después de la lucha, The Inner Circle celebró con Jericho.
- CM Punk derrotó a Darby Allin (con Sting) (16:40).[18]
  - Punk cubrió a Allin después de un «Go To Sleep».
  - Después de la lucha, Sting y Allin le dieron la mano a Punk en señal de respeto.
  - Este fue el primer combate de Punk en la lucha libre profesional tras 7 años de retiro.
- Paul Wight derrotó a QT Marshall (con Nick Comoroto y Aaron Solow) (3:10).[18]
  - Wight cubrió a Marshall después de un «Chokeslam».
  - Durante la lucha, Comoroto y Solow interfirieron a favor de Marshall.
- Kenny Omega (con Don Callis) derrotó a Christian Cage y retuvo el Campeonato Mundial de AEW (21:20).[18]
  - Omega cubrió a Cage después de un «One-Winged Angel» desde la tercera cuerda.
  - El Campeonato Mundial de Impact de Cage, y el Megacampeonato de AAA de Omega no estuvieron en juego.
  - Durante la lucha, The Good Brothers (Doc Gallows y Karl Anderson) y Callis interfirieron a favor de Omega.
  - Después de la lucha, The Elite atacó a Cage, pero fueron detenidos por Jurassic Express (Jungle Boy & Luchasaurus).
  - Después de la lucha, Adam Cole y The Elite atacaron a Jurassic Express, pero fueron detenidos por Bryan Danielson.

### Torneo para ser el contendiente por el Campeonato Mundial en Parejas de AEW
|  | Semifinales                                                                                                | Semifinales                                                                                                |                  |     | Final                                         | Final                                         |  |
|  | 20 de agosto (Rampage: The First Dance) - Chicago, Illinois 25 de agosto (Dynamite) - Milwaukee, Wisconsin | 20 de agosto (Rampage: The First Dance) - Chicago, Illinois 25 de agosto (Dynamite) - Milwaukee, Wisconsin |                  |     | 27 de agosto (Rampage) - Milwaukee, Wisconsin | 27 de agosto (Rampage) - Milwaukee, Wisconsin |  |
|  | | |                  |     |                                               |                                               |  |
|  | | |                  |     |                                               |                                               |  |
|  | Private Party (Isiah Kassidy & Marq Quen)                                                                  | |                  |     |                                               |                                               |  |
|  | | |                  |     |                                               |                                               |  |
|  | Jurassic Express (Jungle Boy & Luchasaurus)                                                                | Pin |                  |     |                                               |                                               |  |
|  | Jurassic Express (Jungle Boy & Luchasaurus)                                                                | Pin | Jurassic Express |     |                                               |                                               |  |
|  | | |                  |     |                                               |                                               |  |
|  | | | Lucha Bros       | Pin |                                               |                                               |  |
|  | Varsity Blonds (Brian Pillman Jr. & Griff Garrison)                                                        | | Lucha Bros       | Pin |                                               |                                               |  |
|  | | |                  |     |                                               |                                               |  |
|  | Lucha Bros (Penta El Zero M & Rey Fenix)                                                                   | Pin |                  |     |                                               |                                               |  |
|  | Lucha Bros (Penta El Zero M & Rey Fenix)                                                                   | Pin |                  |     |                                               |                                               |  |
|  | | |                  |     |                                               |                                               |  |

## Casino Battle Royale entrada y eliminaciones
Cinco luchadoras comenzaron el combate. Cada tres minutos, entraban cinco luchadoras más. El 21º y último participante entró solo.
| Baraja    | Entranda      | Orden | Eliminada por | Eliminaciones |
| --------- | ------------- | ----- | ------------- | ------------- |
| Tréboles  | Hikaru Shida  | 6     | Rose          | 1             |
| Tréboles  | Skye Blue     | 1     | Abadon        | 0             |
| Tréboles  | Emi Sakura    | 3     | Shida         | 0             |
| Tréboles  | The Bunny     | 11    | Jay           | 1             |
| Tréboles  | Abadon        | 2     | The Bunny     | 1             |
| Diamantes | Anna Jay      | 12    | Ford          | 1             |
| Diamantes | Kiera Hogan   | 4     | Rose          | 0             |
| Diamantes | KiLynn King   | 5     | Rose          | 0             |
| Diamantes | Diamante      | 8     | Swole         | 0             |
| Diamantes | Nyla Rose     | 19    | Rosa          | 5             |
| Corazones | Thunder Rosa  | 20    | Soho          | 1             |
| Corazones | Penelope Ford | 17    | Conti         | 1             |
| Corazones | Riho          | 7     | Hayter        | 0             |
| Corazones | Jamie Hayter  | 14    | Cargill       | 1*            |
| Corazones | Big Swole     | 9     | Hayter        | 1             |
| Espadas   | Tay Conti     | 18    | Rose          | 1             |
| Espadas   | Red Velvet    | 15    | Cargill       | 1             |
| Espadas   | Leyla Hirsch  | 13    | Cargill       | 0             |
| Espadas   | Jade Cargill  | 16    | Rose          | 3             |
| Espadas   | Rebel         | 10    | Cargill       | 0             |
| Joker     | Ruby Soho     | -     | Ganadora      | 1             |

* El 24 de noviembre, durante un episodio de Dynamite, la evidencia de video mostró que Riho no fue eliminado adecuadamente (arrojado desde la cuerda media, no desde la cuerda superior) durante el partido. Una pelea de viernes negro estaba programada esa noche entre Riho y Britt Baker que se emitió el 26 de noviembre Rampage, que ganó Riho.

## Otros roles
Comentaristas en español
- Álex Abrahantes
- Dasha González

Comentaristas en inglés
- Excalibur - estuvo en el The Buy In
- Jim Ross
- Tony Schiavone - estuvo en el The Buy In
- Don Callis - estuvo en la quinta lucha.

Entrevistadores
- Alex Marvez

Anunciadores
- Justin Roberts

Árbitros
- Aubrey Edwards
- Bryce Remsburg
- Frank Gastineau
- Paul Turner
- Rick Knox